# هوراشيو سايمور
هوراشيو سايمور (بالإنجليزية: Horatio Seymour)‏ هو محامي وقاضي وسياسي أمريكي، ولد في 31 مايو 1778 في ليتشفيلد في الولايات المتحدة، وتوفي في 21 نوفمبر 1857 في ميدلبوري في الولايات المتحدة. حزبياً، نشط في الحزب الجمهوري الديمقراطي. وقد انتخب عضو مجلس الشيوخ الأمريكي.